# Ohad Knoller
Ohad Knoller (ur. 28 września 1976) – izraelski aktor, występował w dramatach Etana Foksa: Yossi & Jagger (2002) oraz Bańka mydlana (Hu-Buah, 2006). Występ w roli żołnierza-geja w pierwszym z tych filmów przyniósł mu nagrodę dla najlepszego aktora pierwszoplanowego podczas 2003 Tribeca Film Festival.
W 1990 r., kiedy miał 14 lat, debiutował w izraelskim serialu telewizyjnym. Od 2009 roku mieszka w miejscowości Dimona, gdzie w 2011 roku założył teatr Dimona Theater Lab. Jest to pierwszy teatr znajdujący się w tym mieście. 

## Filmografia
- 2012: Ha-Sippur Shel Yossi
- 2011: Anachnu Lo Levad
- 2008: Halakeh
- 2008: Ha'yom Shel Adam
- 2008: Srugim (serial)
- 2007: Redacted
- 2007: Twierdza Beaufort
- 2006: Bańka mydlana
- 2005: Monachium
- 2005: Bruno's in Love film TV
- 2004: Love Hurts
- 2004: Delusions
- 2004: Year Zero
- 2003: Knafayim miniserial
- 2002: Yossi & Jagger
- 1995: Under the Domim Tree